# Szulhanówka
Szulhanówka (czasem Szulhanów) – wieś na Ukrainie, w  rejonie czortkowskim obwodu tarnopolskiego, w hromadzie Nagórzanka.
Miejsce zbrodni nacjonalistów ukraińskich.